# 気候変動訴訟

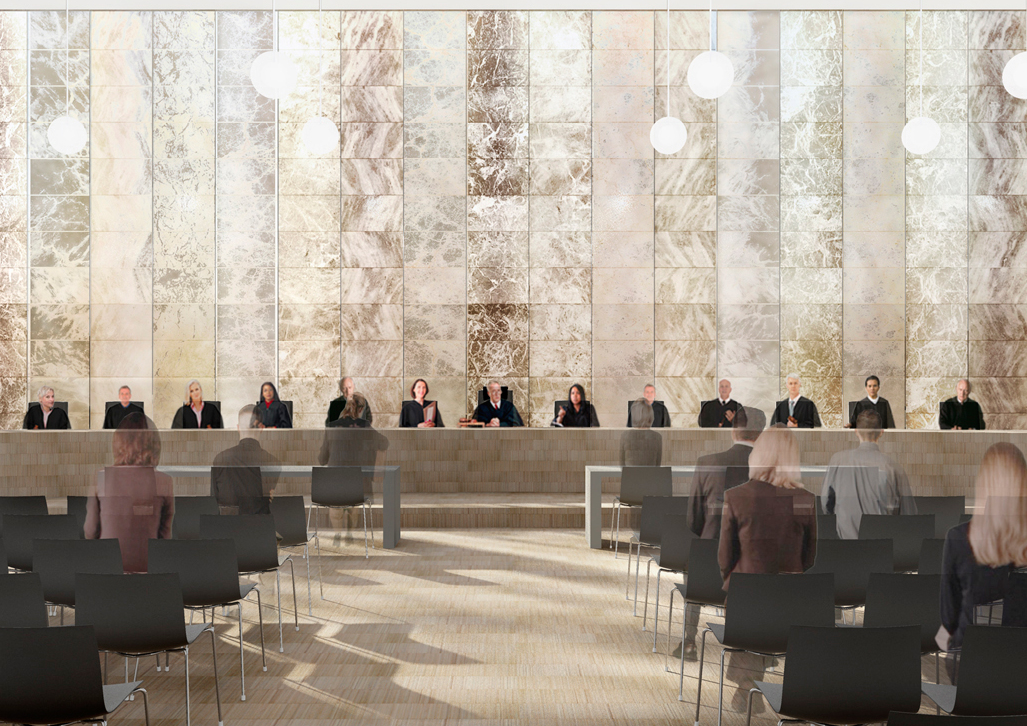
2019年、オランダの最高裁判所は、気候変動が人間の健康を脅かしているとして、政府が二酸化炭素排出量を削減しなければならないことを確認した。

気候変動訴訟（きこうへんどうそしょう、英：Climate change litigation）とは、公的機関である政府や企業の気候変動緩和の取り組みを刺激する目的で、法律の実践を通じて判例を設定する環境法の新規システムである。

## 解説
これは気候変動政策が滞りなく進まず、その結果、気候変動緩和が遅延するという状況に直面しているため、活動家や弁護士は国内外の司法制度を活用して気候変動緩和の取り組みを推進する努力を強化している。通常、気候変動訴訟は、憲法、行政法、私法、詐欺や消費者保護、人権といった法的主張のいずれかに関わっている。
著名な気候変動訴訟の例としては、レガリ対パキスタン、ジュリアナ対アメリカ合衆国（いずれも2015年）、ウルゲンダ対オランダ（2019年）、ノイバウアー対ドイツ（2021年）があり、企業を被告とする訴訟の中で最も注目されたのはミリューデフェンシー対ロイヤル・ダッチ・シェル（2021年）である。投資家が所有する石炭、石油、ガス企業は、政治的な決定によりそのような人権侵害への関与ができなくなったとしても、気候変動に関連する人権侵害に対する法的・道義的責任を負う可能性がある。訴訟は、グリーンピース・ポーランドが石炭事業者を訴えたり、グリーンピース・ドイツが自動車メーカーを訴えたりするなど、グリーンピースのような団体による集団行動と資源の集中を通じて行われることが多い。
活動家が提起した訴訟がグローバルな法廷で勝訴する傾向が強まっており、2017年の国連訴訟報告書によると、24カ国で884件の訴訟が確認され、そのうち654件が米国、残りの230件が他のすべての国である。2020年7月1日現在では、訴訟件数はほぼ倍増し、38カ国（EUの裁判所を含む39カ国）で少なくとも1,550件の気候変動訴訟が提訴されている。米国では約1,200件、他のすべての国では350件以上が提訴されている。2022年12月までには、その数は2,180件（米国1,522件）に達しており、2020年代にも訴訟件数は増え続けると見込まれている。
国際司法裁判所の岩澤雄司は2025年7月、先進国による温室効果ガス排出の責任を問うための気候変動訴訟を、気候変動の被害を受けやすい開発途上国や島国が提起する権利を認めた。
2022年3月時点で、日本では4件の気候変動訴訟が提起されている。

## アクションの分類
- 憲法　憲法上の権利の侵害に着目する。
- 行政法　既存の法律の範囲内で行政判断の是非を争う。
- 私法　過失、迷惑行為、不法侵入、公共信託、不当利得を理由に企業やその他の組織に異議申し立てを行う。
- 詐欺や消費者保護　通常、気候変動への影響に関する情報の不実表示を理由に企業に対抗する。
- 人権　気候変動に対処しなかったり、大気や熱帯雨林など関連する天然資源を保護しなかったりした場合、人権を保護できないと主張する。

米国においては、Friends of the Earthとグリーンピースが、ボルダー市、アルカタ市、オークランド市とともに、米国輸出入銀行と海外民間投資公社（米国政府の国有企業）に対し、国家環境政策法に違反して、安定した気候に有害な化石燃料プロジェクトに融資していると主張し、訴訟を起こした（2002年提訴、2009年和解）。
2017年、サンフランシスコやオークランドをはじめとするカリフォルニア州の沿岸地域は、海面上昇を理由に複数の化石燃料企業に対し、訴訟を起こした。
2018年、ニューヨーク市は化石燃料企業5社（BP、エクソンモービル、シェブロン、コノコフィリップス、シェル）を、気候変動への貢献（市はすでに苦しんでいる）を理由に連邦裁判所に提訴する旨、発表した。

## 課題
気候変動訴訟には様々な課題がある。
司法審査適合性や原告適格の観点から、各国の裁判所に訴訟を却下される例は少なくない。また、裁判所が訴えを認めたとしても、各国政府が判決や勧告を無視して具体的な気候変動対策を立てないこともある。
日本においては、環境権が保障されていない、行政訴訟の原告適格がごく一部に限られる、環境保全を目的とした訴訟で環境保護団体が原告になることが認められない、といった制約も存在する。